# Open VOGEL

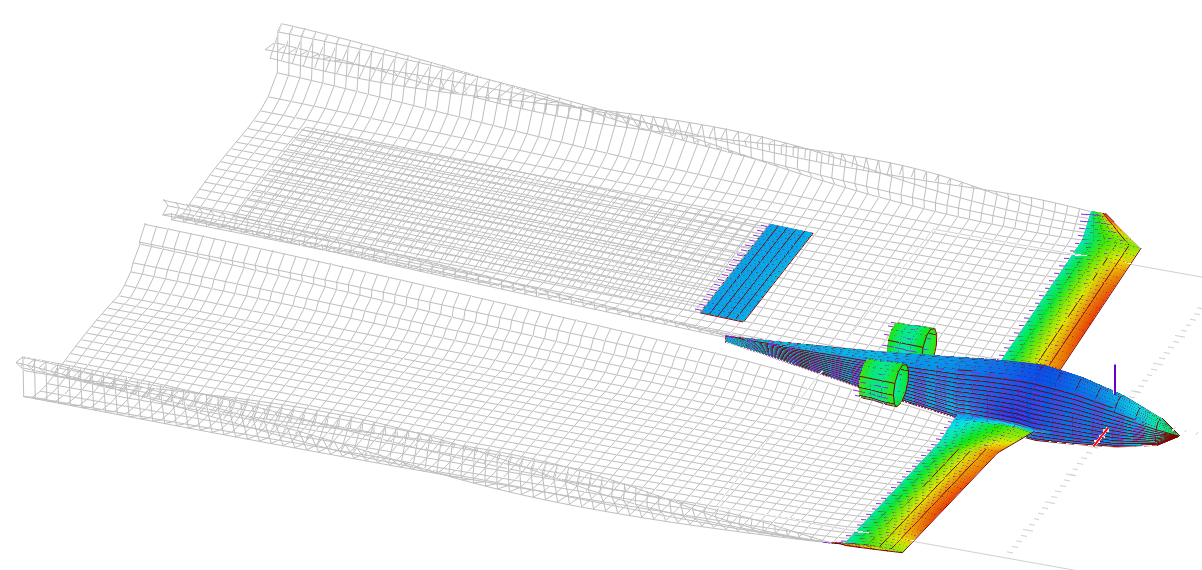
Modelo de un avión usando Open VOGEL

Open VOGEL es un programa de código abierto destinado a la simulación numérica de problemas aerodinámicos basado en la teoría de flujo potencial. El código esta íntegramente escrito en Mircosoft .NET frameworks, y se ha publicado bajo la licencia pública GPLv3.
El programa se basa en una infraestructura compuesta por una librería de modelos, una serie de componentes visuales de Windows Forms, un núcleo de cálculo y un tronco que administra a todos ellos.
- Datos: Q23892442
- Multimedia: Open VOGEL / Q23892442